# Pardosa pirkuliensis
Pardosa pirkuliensis is een spinnensoort in de taxonomische indeling van de wolfspinnen (Lycosidae).
Het dier behoort tot het geslacht Pardosa. De wetenschappelijke naam van de soort werd voor het eerst geldig gepubliceerd in 2000 door Alexander A. Zyuzin & Dmitri Viktorovich Logunov.